# Белое (озеро, Берёзовский район)
Белое (бел. Белае) — озеро в Берёзовском районе Брестской области Белоруссии. Расположено в бассейне реки Ясельда, в 14 км к юго-востоку от города Берёза, недалеко от города Белоозёрск.
Площадь озера составляет озера 5,69 км², длина 3,46 км, максимальная ширина 2,63 км. Площадь водосбора — 59 км². Наибольшая глубина достигает 13,2 м, средняя — 7,9 м. Котловина озера имеет округлую форму. Склоны котловины пологие, берега заболочены. Дно озера ровное и илистое. Вдоль берегов растет камыш, тростник обыкновенный, рдест. В озеро впадает 4 канала, сток в Ясельду осуществляется через другой канал. Высота над уровнем моря — 143,6 м.
Отмечено обитание карася, линя, плотвы, окуня, щуки.
Озеро используется как источник технического водоснабжения и охладитель Берёзовской ГРЭС.